# L'isola dei famosi (terza edizione)
La terza edizione del reality show L'isola dei famosi è andata in onda in prima serata su Rai 2 dal 21 settembre al 16 novembre 2005, con la conduzione di Simona Ventura per la terza volta consecutiva, affiancata in studio dall'opinionista Antonella Elia, e con la partecipazione dell'inviato Massimo Caputi. È durata 57 giorni, ha avuto 15 naufraghi e 9 puntate e si è tenuta presso Samaná (Repubblica Dominicana).
Le vicende dei naufraghi sono state trasmesse da Rai 2 ogni mercoledì in prima serata, mentre la trasmissione delle strisce quotidiane nel day-time è stata affidata a Rai 2.
L'edizione si è conclusa con la vittoria di Lory Del Santo, che si è aggiudicata il montepremi di 200000 €.

## Produzione
In questa edizione, il meccanismo dell'ultima spiaggia introdotto già nell'edizione precedente viene abbandonato poiché, secondo gli autori, non avrebbe avuto più senso. In questo terzo anno viene annunciato un concorso chiamato Operazione Luna di Miele che consente ad una coppia di sposi di partecipare, come spettatori, facendoli sbarcare direttamente sull'Isola in modo da far vivere loro le vicissitudini dei naufraghi per un'intera settimana. Ma a differenza dei concorrenti, i coniugi avranno a disposizione cibo in abbondanza e una piccola casa sulla spiaggia, completa di tutti i comfort.
La fascia preserale è stata affidata all'inviato Massimo Caputi, che ha condotto e curato la striscia day-time. Inoltre la domenica ci sono stati dei collegamenti durante Quelli che....
Anche questa terza edizione ha riscosso un grandissimo successo, diventando fino a oggi l'edizione più vista di sempre registrando 35,25% di share in media.
Il 23 novembre 2005 è andato in onda il gran galà di chiusura soprannominato Tutti a casa.

## Conduzione
L'edizione è stata condotta per la terza volta consecutiva da Simona Ventura, mentre per la seconda volta consecutiva l'inviato è stato Massimo Caputi.

## Ambientazione

### L'isola
Il luogo in cui i novelli naufraghi hanno vissuto è stata la penisola di Samaná, collocata a 245 km da Santo Domingo, capitale della Repubblica Dominicana.

### Lo studio
La diretta dallo studio è stata trasmessa dallo studio TV3 del Centro di produzione Rai di Corso Sempione a Milano, con una nuova scenografia ad arena ispirata al Circo Massimo.

## I naufraghi
L'età dei concorrenti si riferisce al momento dello sbarco sull'isola.
| Concorrente                      | Età     | Professione                                       | Giorni | Luogo di nascita    | Stato                |
| -------------------------------- | ------- | ------------------------------------------------- | ------ | ------------------- | -------------------- |
| Lory Del Santo                   | 46 anni | Attrice, showgirl, personaggio TV, regista        | 1-57   | Povegliano Veronese | Vincitrice           |
| Maurizio Ferrini                 | 52 anni | Attore, personaggio TV                            | 36-57  | Cesena              | Secondo classificato |
| Maria Giovanna Elmi              | 65 anni | Conduttrice TV, ex annunciatrice TV, cantante     | 1-57   | Roma                | Terza classificata   |
| Elena Santarelli                 | 24 anni | Attrice, showgirl, conduttrice TV, personaggio TV | 1-50   | Latina              | Eliminata            |
| Arianna David                    | 31 anni | Miss Italia, conduttrice TV, attrice              | 1-50   | Roma                | Eliminata            |
| Antonio Zequila                  | 41 anni | Attore, personaggio TV                            | 36-50  | Atrani              | Eliminato            |
| Edrissa "Idris" Sanneh           | 54 anni | Giornalista, personaggio TV                       | 22-43  | Brufut              | Eliminato            |
| Daniele Interrante               | 24 anni | Modello, personaggio TV                           | 1-36   | Milano              | Eliminato            |
| Manuel Casella                   | 26 anni | Attore, modello                                   | 1-29   | Piacenza            | Eliminato            |
| Albano Antonio Carrisi (Al Bano) | 62 anni | Cantautore, personaggio TV                        | 1-29   | Cellino San Marco   | Ritirato             |
| Sandy Marton                     | 45 anni | Cantante                                          | 1-26   | Zagabria            | Ritirato             |
| Fulco Ruffo di Calabria          | 51 anni | Principe di Calabria, giornalista, scrittore      | 1-22   | Buenos Aires        | Eliminato            |
| Enzo Paolo Turchi                | 56 anni | Ballerino, coreografo                             | 1-18   | Napoli              | Ritirato             |
| Romina Jolanda Carrisi-Power     | 18 anni | Personaggio TV                                    | 1-15   | Cellino San Marco   | Eliminata            |
| Cristina Quaranta                | 33 anni | Conduttrice TV, showgirl                          | 1-8    | Roma                | Eliminata            |

### Albano Antonio Carrisi (Al Bano)
Nasce il 20 maggio 1943, all'età di 16 anni si trasferisce a Milano deciso ad inseguire il suo più grande sogno, quello di diventare un cantante famoso, e in attesa che arrivi l'occasione, svolge vari mestieri. Poi nel 1967 viene ingaggiato dal Clan di Celentano e il successo arriva in poche settimane con il suo primo singolo Nel sole. Negli anni a venire il cantante si lega sentimentalmente alla cantante-attrice Romina Power che sposa nel 1970 e dalla quale avrà quattro figli. Nel 1999 a causa della scomparsa della primogenita Ylenia il suo rapporto con la moglie entra in crisi e nel 2001 si lega a Loredana Lecciso dalla quale avrà due figli: Jasmine Jolanda e Albano Jr.

### Romina Jolanda Carrisi
Nasce il 1º giugno 1987. È la più piccola dei quattro figli di Al Bano avuti da Romina Power, da grande sogna di diventare un'attrice di successo, anche se per adesso ha già girato una sola fiction. La giovane Romina ha inoltre affermato che ama viaggiare e che il paese dei suoi sogni è stata sempre l'Australia, le piace molto la musica, ama il sushi ed è una ragazza piena di vivacità.

### Manuel Casella
Nasce il 6 novembre 1978. La sua carriera comincia nel 2000, quando viene scelto come inviato esterno del programma Il brutto anatroccolo, qui conosce Amanda Lear, sua compagna da oltre 5 anni. Nel 2002 conduce sul canale francese Match Telè una rubrica di moda e nel 2003 partecipa, vincendo, al concorso The best look of the world. Manuel nella vita privata è un ragazzo molto sportivo, infatti fra gli sport che pratica troviamo il tennis, il golf e il basket.

### Arianna David
Nasce il 3 giugno 1973. Inizia la sua carriera televisiva come attrice nel 1991 quando recita nella fiction di Rai 2 Europe Connection, dopodiché partecipa come soubrette in varie trasmissioni di Rai Uno. Nel 1993 viene incoronata Miss Italia e nel 1994 grazie alla sua bellezza si classifica al quarto posto al concorso di Miss Universo. La sua carriera di continua con soddisfazione fino ad oggi, infatti il successo la porta a diventare attrice e conduttrice.

### Lory Del Santo
Nasce il 28 settembre 1958. Carattere molto forte e intraprendente, comincia a muovere i primi passi nel mondo dello spettacolo nel 1975, quando viene scelta come valletta del Festivalbar. Poco dopo si trasferisce a Roma dove viene notata e scritturata da Arbore e De Crescenzo per ricoprire il ruolo della svampita nella trasmissione Tagli, ritagli e frattaglie. Da quel momento la sua carriera la vede impegnata nel campo cinematografico, infatti recita in numerosi film di successo tra cui Dove vai se il vizietto non ce l'hai?" del 1979 e "La gorilla" del 1982. Lory è famosa anche per suoi legami sentimentali avuti con Eric Clapton, Richard Krajicek e con il miliardario Khashoggi.

### Maria Giovanna Elmi
Nasce il 25 agosto 1940. Nel 1974 viene assunta dalla Rai in qualità di annunciatrice televisiva, mentre tra il 1988 e il 1994 presenta programmi come Sette giorni al Parlamento, Sanremo e Sereno variabile. Negli ultimi anni ha presentato sfilate, concerti, premi letterari, ed è stata spesso invitata come ospite in importanti trasmissioni televisive, come Quelli che… il calcio, La vita in diretta, La sai l'ultima?, Alle falde del Kilimangiaro e tante altre. Nel 2003 Maria Giovanna viene eletta La più amata di tutte le annunciatrici della storia della TV. Per quanto riguarda la vita privata, Maria Giovanna è una donna piuttosto sportiva, carismatica e solare, ama viaggiare e non si perde mai d'animo.

### Maurizio Ferrini
Nasce il 12 aprile 1953. Noto per aver interpretato la simpatica signora Coriandoli a Domenica In nel 1990, dopodiché tra il 1991 e il 1994 ha condotto Striscia la notizia insieme a Sergio Vastano e Alba Parietti. Ha recitato anche come attore nel celebre film di Carlo Verdone Compagni di scuola e in Animali metropolitani diretto da Steno. I suoi hobby sono leggere e viaggiare, mentre la sua più grande passione è l'astrologia. Come sport pratica nuoto ma ammette di praticarlo poco a causa della sua pigrizia.

### Idris
Nasce il 2 gennaio 1951. Idris arriva in Italia nel 1972 con una borsa di studio ottenuta dall'Università per stranieri di Perugia, successivamente si trasferisce a Brescia e comincia a fare il dj nelle discoteche e nelle radio locali. Il suo esordio nel mondo dello spettacolo risale al 1977 quando comincia a lavorare come giornalista sportivo, ma raggiunge il successo nel 1989 grazie al programma per i nuovi talenti di Canale 5, Star 90, infatti nel 1990 viene subito contattato per recitare nel film Bianco e nero. Negli anni a venire viene spesso invitato come ospite a trasmissioni televisive importanti come Quelli che... il calcio e Che tempo che fa.

### Daniele Interrante
Nasce il 9 dicembre 1980. Sportivo fin da piccolo, pratica il nuoto a livello agonistico, gareggiando persino nei campionati nazionali. Il suo debutto in TV avviene nel 1998 quando viene scelto da Amanda Lear come boy nella sua trasmissione Il brutto anatroccolo. In seguito intraprende la carriera di modello, sfilando per Ferrè e Grigio Perle. Ma il successo lo trova nel 2003 partecipando come tronista alla trasmissione di Maria De Filippi Uomini e donne, qui conosce l'amico, ormai inseparabile, Costantino Vitagliano, con il quale girerà anche un film basato sulla loro vita, intitolato Troppo belli.

### Sandy Marton
Nasce il 4 ottobre 1959 in Jugoslavia. Produce il suo primo singolo nel 1983, dal titolo Ok run, ma l'anno storico sarà il 1984 quando con la celebre People from Ibiza raggiungerà i primi posti della classifica mondiale. Negli anni a venire produce altri numerosi singoli di successo tra cui Exotic and erotic, Camel by Camel e Merry Christmas and Happy New Year. Nel 1989 scompare dalla scena musicale per trasferirsi in Spagna. Tornerà in Italia nel 1999, per partecipare come inviato al programma di Lorella Cuccarini La notte vola. Dopodiché ritornerà a Ibiza.

### Cristina Quaranta
Nasce il 14 agosto 1972. Debutta in TV a soli 17 anni, quando Gianni Boncompagni la sceglie per partecipare a Domenica in, e solo due anni dopo, affiancata da Pippo Baudo, conduce Stasera mi Butto. Nel 1991 di nuovo Boncompagni le offre l'opportunità di far parte della squadra femminile di Non è la rai, Questa esperienza, che più tardi lei stessa definirà importantissima per la sua carriera anche se molto impegnativa, le consente di prendere parte ad altri due programmi televisivi: Tutti i frutti con Orietta Berti e Bulli e pupe con Paolo Bonolis. Nel 1995 viene scelta come velina del programma Striscia la notizia accanto alla mora Alessia Merz, in seguito ottiene una piccola parte nel film di Carlo Verdone, Stasera a casa di Alice. Nel 1998 conduce l'estiva di Striscia doppio lustro accanto a Miriana Trevisan, dopodiché conduce per quattro anni Guida al campionato. Cristina ha moltissimi hobby, tra cui viaggiare, e ritiene che il posto più bello che finora abbia visto sia Cuba.

### Fulco Ruffo Di Calabria
Nasce il 28 luglio 1954. Dopo gli studi, si trasferisce nella sede della Fiat in Belgio come incaricato alle vendite auto al corpo diplomatico, dopodiché va a lavorare in Sudafrica per volere di suo padre. Da circa tre anni si occupa della produzione di alimentari per le prime colazioni di alberghi di lusso. Tra i suoi hobby troviamo le immersioni subacquee, il paracadutismo e la lettura, in particolar modo la passione per la lettura di libri di storia. È l'unico partecipante di questa edizione dell'Isola che non proviene dal mondo dello spettacolo.

### Elena Santarelli
Nasce il 18 agosto 1981. Muove i suoi primi passi nello spettacolo facendo la modella e sfilando per stilisti del calibro di Giorgio Armani, Laura Biagiotti, Gai Mattiolo. Nel 1998 vince il concorso italiano Elite moda e look, nel 2004 viene scelta come ereditiera nel celebre quiz di Amadeus L'eredità, mentre nel 2004 e nel 2005 ha condotto insieme ad Enrico Varriale il programma Stadio Sprint. Ama la danza e il fitness, e adora ascoltare la musica, tra i suoi hobby c'è quello di cucinare, in particolar modo piatti romani, tra i quali predilige gli spaghetti alla carbonara.

### Enzo Paolo Turchi
Nasce il 18 luglio 1949. Fin da piccolo ha sempre desiderato di diventare un ballerino professionista e per realizzare il suo sogno si diploma alla Scuola del Teatro San Carlo in danza classica, e dopo una lunga carriera da primo ballerino in numerosi teatri Italiani e stranieri, nel 1971 crea la prima scuola italiana di danza moderna. I suoi esordi in tv cominciano in Rai, dopodiché grazie alla sua bravura viene ingaggiato anche da Mediaset e qui Enzo Paolo conoscerà la sua futura moglie Carmen Russo. Dopo il matrimonio con quest'ultima, la sua carriera televisiva prosegue con la partecipazione in qualità di primo ballerino a trasmissioni come Sanremo, Canzonissima, Grand Hotel ecc. Il biondo coreografo è noto anche per aver "firmato" con Raffaella Carrà l'allusivo balletto Tuca tuca.

### Antonio Zequila
Nasce il 1º gennaio 1964. La sua carriera comincia nel 1986 quando recita nel film "Delizia", successivamente recita nella fiction Giovanna d'Arco, in televisione è stato ospite fisso in programmi come Buona Domenica, Passaparola e Ci vediamo in TV. Infine ha partecipato anche a diverse fiction tra cui Centovetrine, Un posto al sole e Carabinieri. È spesso finito al centro di gossip per le sue innumerevoli relazioni sentimentali con Simona Tagli, Joan Collins e Linda Evangelista. Antonio ama le auto sportive e i film in bianco e nero, ama anche molto i fumetti.

## Tabella delle nomination e dello svolgimento del programma
Legenda
     Concorrente leader con il potere di mandare in nomination ed immune
     Concorrente immune dalle nomination
     Concorrente nominato

|                        | Settimana 1                | Settimana 2                      | Settimana 3                        | Settimana 4                         | Settimana 5                         | Settimana 6                         | Settimana 7                         | Settimana 7                                | Settimana 7                         | Ultima settimana                    | Ultima settimana                               | Numero totale di nomination |
| ---------------------- | -------------------------- | -------------------------------- | ---------------------------------- | ----------------------------------- | ----------------------------------- | ----------------------------------- | ----------------------------------- | ------------------------------------------ | ----------------------------------- | ----------------------------------- | ---------------------------------------------- | --------------------------- |
| Leader                 | Nessuno                    | Nessuno                          | Nessuno                            | Daniele                             | Arianna                             | Elena                               | Elena                               | Elena                                      | Elena                               | Nessuno                             | Nessuno                                        | Numero totale di nomination |
| Squadra Immune         | Nessuno                    | Squadra della caverna            | Squadra della spiaggia             | Nessuno                             | Nessuno                             | Nessuno                             | Nessuno                             | Nessuno                                    | Nessuno                             | Nessuno                             | Nessuno                                        | Numero totale di nomination |
|                        |                            |                                  |                                    |                                     |                                     |                                     |                                     |                                            |                                     |                                     |                                                |                             |
| Lory                   | Fulco Sandy                | Romina Jolanda                   | Immune                             | Sandy                               | Daniele                             | Idris                               | Maurizio                            | Nominata                                   | Nominata                            | Nominata                            | Vincitrice (Settimana 8 - Giorno 57)           | 2                           |
| Maurizio               | Non in gara                | Non in gara                      | Non in gara                        | Non in gara                         | Non in gara                         | Immune                              | Arianna                             | Nominato                                   | Nominato                            | Nominato                            | Secondo classificato (Settimana 8 - Giorno 57) | 3                           |
| Maria Giovanna         | Manuel Sandy               | Romina Jolanda                   | Immune                             | Manuel                              | Daniele                             | Idris                               | Maurizio                            | Nominata                                   | Nominata                            | Nominata                            | Terza classificata (Settimana 8 - Giorno 57)   | 5                           |
| Elena                  | Fulco Cristina             | Maria Giovanna                   | Fulco                              | Manuel                              | Idris                               | Maria Giovanna                      | Antonio                             | Nominata                                   | Nominata                            | Eliminata (Settimana 7 - Giorno 50) | Eliminata (Settimana 7 - Giorno 50)            | 0                           |
| Arianna                | Fulco Cristina             | Maria Giovanna                   | Immune                             | Manuel                              | Idris                               | Idris                               | Maurizio                            | Nominata                                   | Eliminata (Settimana 7 - Giorno 50) | Eliminata (Settimana 7 - Giorno 50) | Eliminata (Settimana 7 - Giorno 50)            | 5                           |
| Antonio                | Non in gara                | Non in gara                      | Non in gara                        | Non in gara                         | Non in gara                         | Immune                              | Arianna                             | Eliminato (Settimana 7 - Giorno 50)        | Eliminato (Settimana 7 - Giorno 50) | Eliminato (Settimana 7 - Giorno 50) | Eliminato (Settimana 7 - Giorno 50)            | 1                           |
| Idris                  | Non in gara                | Non in gara                      | Non in gara                        | Immune                              | Daniele                             | Arianna                             | Eliminato (Settimana 6 - Giorno 43) | Eliminato (Settimana 6 - Giorno 43)        | Eliminato (Settimana 6 - Giorno 43) | Eliminato (Settimana 6 - Giorno 43) | Eliminato (Settimana 6 - Giorno 43)            | 6                           |
| Daniele                | Fulco Cristina             | Immune                           | Fulco                              | Albano                              | Idris                               | Eliminato (Settimana 5 - Giorno 36) | Eliminato (Settimana 5 - Giorno 36) | Eliminato (Settimana 5 - Giorno 36)        | Eliminato (Settimana 5 - Giorno 36) | Eliminato (Settimana 5 - Giorno 36) | Eliminato (Settimana 5 - Giorno 36)            | 4                           |
| Manuel                 | Al Bano Arianna            | Immune                           | Sandy                              | Arianna                             | Eliminato (Settimana 4 - Giorno 29) | Eliminato (Settimana 4 - Giorno 29) | Eliminato (Settimana 4 - Giorno 29) | Eliminato (Settimana 4 - Giorno 29)        | Eliminato (Settimana 4 - Giorno 29) | Eliminato (Settimana 4 - Giorno 29) | Eliminato (Settimana 4 - Giorno 29)            | 4                           |
| Al Bano                | Fulco Cristina             | Immune                           | Sandy                              | Sandy                               | Ritirato (Settimana 4 - Giorno 29)  | Ritirato (Settimana 4 - Giorno 29)  | Ritirato (Settimana 4 - Giorno 29)  | Ritirato (Settimana 4 - Giorno 29)         | Ritirato (Settimana 4 - Giorno 29)  | Ritirato (Settimana 4 - Giorno 29)  | Ritirato (Settimana 4 - Giorno 29)             | 3                           |
| Sandy                  | Cristina Lory              | Immune                           | Fulco                              | Al Bano                             | Ritirato (Settimana 4 - Giorno 26)  | Ritirato (Settimana 4 - Giorno 26)  | Ritirato (Settimana 4 - Giorno 26)  | Ritirato (Settimana 4 - Giorno 26)         | Ritirato (Settimana 4 - Giorno 26)  | Ritirato (Settimana 4 - Giorno 26)  | Ritirato (Settimana 4 - Giorno 26)             | 6                           |
| Fulco                  | Maria Giovanna Lory        | Immune                           | Sandy                              | Eliminato (Settimana 3 - Giorno 22) | Eliminato (Settimana 3 - Giorno 22) | Eliminato (Settimana 3 - Giorno 22) | Eliminato (Settimana 3 - Giorno 22) | Eliminato (Settimana 3 - Giorno 22)        | Eliminato (Settimana 3 - Giorno 22) | Eliminato (Settimana 3 - Giorno 22) | Eliminato (Settimana 3 - Giorno 22)            | 10                          |
| Enzo Paolo             | Fulco Cristina             | Romina Jolanda                   | Ritirato (Settimana 3 - Giorno 18) | Ritirato (Settimana 3 - Giorno 18)  | Ritirato (Settimana 3 - Giorno 18)  | Ritirato (Settimana 3 - Giorno 18)  | Ritirato (Settimana 3 - Giorno 18)  | Ritirato (Settimana 3 - Giorno 18)         | Ritirato (Settimana 3 - Giorno 18)  | Ritirato (Settimana 3 - Giorno 18)  | Ritirato (Settimana 3 - Giorno 18)             | 0                           |
| Romina Jolanda         | Fulco Maria Giovanna       | Maria Giovanna                   | Eliminata (Giorno 15)              | Eliminata (Giorno 15)               | Eliminata (Giorno 15)               | Eliminata (Giorno 15)               | Eliminata (Giorno 15)               | Eliminata (Giorno 15)                      | Eliminata (Giorno 15)               | Eliminata (Giorno 15)               | Eliminata (Giorno 15)                          | 3                           |
| Cristina               | Sandy Daniele              | Eliminata (Giorno 8)             | Eliminata (Giorno 8)               | Eliminata (Giorno 8)                | Eliminata (Giorno 8)                | Eliminata (Giorno 8)                | Eliminata (Giorno 8)                | Eliminata (Giorno 8)                       | Eliminata (Giorno 8)                | Eliminata (Giorno 8)                | Eliminata (Giorno 8)                           | 6                           |
|                        |                            |                                  |                                    |                                     |                                     |                                     |                                     |                                            |                                     |                                     |                                                |                             |
| Nominato dal leader    | Nessuno                    | Nessuno                          | Nessuno                            | Al Bano                             | Idris                               | Maria Giovanna                      | Antonio                             | Nessuno                                    | Nessuno                             | Nessuno                             | Nessuno                                        |                             |
| Nominato dal gruppo    | Cristina Fulco             | Maria Giovanna Romina Jolanda    | Sandy Fulco                        | Manuel                              | Daniele                             | Idris                               | Maurizio                            | Arianna Lory Maria Giovanna Maurizio Elena | Lory Maria Giovanna Maurizio Elena  | Maria Giovanna Lory Maurizio        | Lory Maurizio                                  |                             |
| Annotazioni            | [ N 1 ]                    | [ N 2 ]                          | [ N 3 ] [ N 4 ]                    | Nessuna annotazione                 | [ N 5 ]                             | Nessuna annotazione                 | Nessuna annotazione                 | [ N 6 ]                                    | [ N 7 ]                             | [ N 8 ]                             | [ N 9 ]                                        |                             |
| Salvati dal televoto   | Fulco                      | Maria Giovanna                   | Sandy                              | Al Bano                             | Idris                               | Maria Giovanna                      | Maurizio                            | Tutti                                      | Tutti                               | Tutti                               | Lory 75% per vincere                           |                             |
| Eliminati dal televoto | Cristina 78% per eliminare | Romina Jolanda 59% per eliminare | Fulco 68% per eliminare            | Manuel 51% per eliminare            | Daniele 69% per eliminare           | Idris 52% per eliminare             | Antonio 77% per eliminare           | Arianna 58% per eliminare                  | Elena 79% per eliminare             | Maria Giovanna 54% per eliminare    | Maurizio 25% per vincere                       |                             |
| Nuovi sbarchi          | Nessuno                    | Nessuno                          | Nessuno                            | Idris                               | Nessuno                             | Antonio Zequila Maurizio Ferrini    | Nessuno                             | Nessuno                                    | Nessuno                             | Nessuno                             | Nessuno                                        |                             |
| Ritirati               | Nessuno                    | Nessuno                          | Enzo Paolo                         | Nessuno                             | Al Bano Sandy                       | Nessuno                             | Nessuno                             | Nessuno                                    | Nessuno                             | Nessuno                             | Nessuno                                        |                             |

## Episodi di particolare rilievo
- La terza edizione del programma è stata la prima edizione del reality vinta da una donna.
- Opinionista fissa del programma è Antonella Elia, già vista come concorrente nella seconda edizione del programma, che è stata rimandata in Samanà per consegnare alcuni doni ai concorrenti.
- Ben 3 i concorrenti ritirati, tutti maschi, per varie ragioni: Enzo Paolo Turchi e Sandy Marton per problemi di salute, mentre Al Bano per i problemi familiari con la compagna Loredana Lecciso.
- Fulco Ruffo di Calabria, pur se eliminato ugualmente al televoto, era stato costretto a lasciare il programma qualche giorno prima, in seguito alla comunicazione da parte della produzione della notizia della morte del padre.

## Ascolti
| Puntata             | Messa in onda     | Telespettatori | Share  |
| ------------------- | ----------------- | -------------- | ------ |
| 1                   | 21 settembre 2005 | 5 667 000      | 28,31% |
| 2                   | 28 settembre 2005 | 5 972 000      | 28,20% |
| 3                   | 5 ottobre 2005    | 6 792 000      | 31,21% |
| 4                   | 12 ottobre 2005   | 8 649 000      | 40,48% |
| 5                   | 19 ottobre 2005   | 7 851 000      | 34,83% |
| 6                   | 26 ottobre 2005   | 8 250 000      | 36,65% |
| 7                   | 2 novembre 2005   | 7 622 000      | 34,75% |
| Semifinale          | 9 novembre 2005   | 8 465 000      | 38,74% |
| Finale              | 16 novembre 2005  | 9 513 000      | 42,53% |
| Media               | Media             | 7 643 000      | 35,25% |
| Galà - Tutti a casa | 23 novembre 2005  | 4 542 000      | 21,30% |